# Нугай
Нуга́й (тадж. Нуғай) — село у складі Хатлонської області Таджикистану. Входить до складу Чубецького джамоату району імені Мір Саїда Алії Хамадоні.
Село було відбудовано на місці руїн Ногай.
Населення — 40 осіб (2010; 58 в 2009).